# Miguel Augustus Francisco Ribeiro
Miguel Augustus Francisco Ribeiro (* 2. Februar 1904 in Cape Coast; † unbekannt) war ein ghanaischer Diplomat.

## Werdegang
Der studierte Pädagoge Ribeiro entstammte einer brasilianischstämmigen Tabom-Familie. Zwischen dem 2. September 1959 und dem 3. April 1962 war Ribeiro als erster Botschafter der Republik Ghana in Addis Abeba akkreditiert. Von 1962 bis 1963 war er in der Nachfolge von Theodore Owusu Asare ghanaischer Botschafter in der bundesdeutschen Hauptstadt Bonn. Als Botschafter in Washington, D.C. war Ribeiro zwischen dem 25. April 1963 und dem 8. August 1966 akkreditiert. Für die ghanaische Regierung unterzeichnete er am 9. August 1963 den Vertrag über das Verbot von Kernwaffenversuchen in der Atmosphäre, im Weltraum und unter Wasser. Seiner Tätigkeit in den Vereinigten Staaten folgend wurde Ribeiro bis 1970/71 als Botschafter in Rom akkreditiert.